# Banca Popolare di Bologna e Ferrara
La Banca Popolare di Bologna e Ferrara è stato un istituto di credito nato il 1º marzo 1865 con il nome di Banca Popolare di Credito in Bologna.
L'istituto con sede a Bologna, per espandere il proprio bacino di utenza, cercò di approdare nella provincia di Ferrara. In questo senso, trovò un importante partner nella Banca R. Vallini & C. di Ferrara: il piccolo istituto infatti venne acquisito l'11 maggio 1957 dalla Banca Popolare di Credito in Bologna.
L'incorporazione diede vita ad un nuovo istituto, nato con il nome di Banca Popolare di Bologna e Ferrara.
La nuova banca venne poi a sua volta acquisita a 30 anni di distanza: il 1º gennaio 1988 la Banca Popolare di Milano è entrata in possesso della banca emiliana, che è così confluita nell'istituto meneghino.
| Controllo di autorità | VIAF (EN) 139981841 · LCCN (EN) nr88003172 |